# SmartFTP
SmartFTP – jeden z najpopularniejszych klientów FTP. Stworzony przez SmartFTP GmbH program, oprócz standardowych funkcji, umożliwia m.in. obsługę protokołu IPv6 i systemu UTF-8, szyfrowanie połączeń, obsługę protokołu FXP, nawiązywanie wielu połączeń jednocześnie, planowanie zadań, kolejkowanie transferów i obsługę formatu Metalink.
Prostą obsługę aplikacja zawdzięcza możliwości kopiowania plików metodą przeciągnij i upuść. 
Producent oferuje swój program w prawie 20 językach (brak polskiego) zarówno na Windowsa 32-bitowego, jak i wersję 64-bitową.